# Cerkiew Bojańska
Cerkiew Bojańska (bułg. Боянска църква) – średniowieczna świątynia prawosławna, znajdująca się w Bojanie (dzielnica Sofii). Wyróżnia się dobrze zachowanymi freskami, które zaliczane są do najcenniejszych zabytków średniowiecznej sztuki malarskiej na Bałkanach. Freski są datowane na rok 1259. 
Wśród przedstawień wyróżniają się postacie donatorów cerkwi, bułgarskiego arystokraty, sewastokratora Kałojana oraz jego żony Desisławy, zachowały się także portrety cara Konstantyna Tichego oraz carycy Ireny.
W 1979 cerkiew została wpisana na listę światowego dziedzictwa UNESCO.